# Trischa Zorn

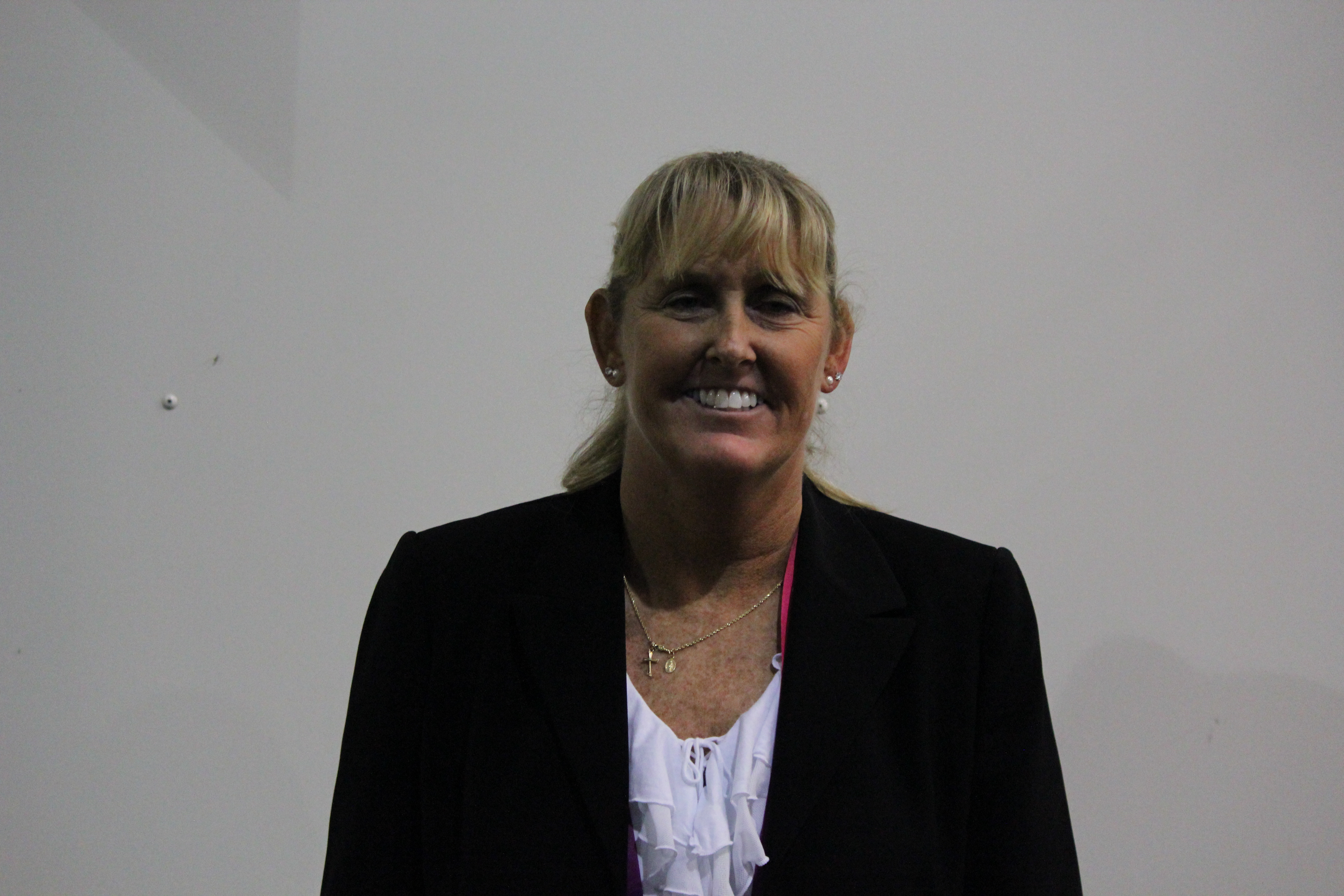
Trischa Zorn-Hudson (2012)

Trischa L. Zorn-Hudson, geborene Trischa L. Zorn (* 1. Juni 1964 in Orange, Kalifornien), ist eine ehemalige US-amerikanische Schwimmerin. Die sehbehinderte Zorn trat bei Paralympischen Spielen zuletzt in den Klassen S12, SB12 und SM12 an. Mit 41 Gold-, neun Silber- und fünf Bronzemedaillen gilt sie als erfolgreichste paralympische Teilnehmerin.

## Leben

### Schwimmsport
Im Alter von 10 Jahren begann Zorn, von Geburt an unter Aniridie leidend, in Mission Viejo beim Mission Viejo Nadadores Swim Team mit dem Schwimmen, sechs Jahre später nahm sie erstmals an Paralympischen Spielen teil. 2004 bestritt Zorn nach sieben Teilnahmen ihre letzten Paralympischen Wettkämpfe.
| Paralympische Spiele | Paralympische Spiele | Paralympische Spiele           |
| -------------------- | -------------------- | ------------------------------ |
| Gold                 | Arnheim 1980         | 100 m Rücken B                 |
| Gold                 | Arnheim 1980         | 100 m Schmetterling B          |
| Gold                 | Arnheim 1980         | 100 m Freistil B               |
| Gold                 | Arnheim 1980         | 200 m Lagen B                  |
| Gold                 | Arnheim 1980         | 400 m Lagen B                  |
| Gold                 | Arnheim 1980         | 4 × 100 m Freistil B (Staffel) |
| Gold                 | Arnheim 1980         | 4 × 100 m Lagen B (Staffel)    |
| Gold                 | New York 1984        | 100 m Rücken B2                |
| Gold                 | New York 1984        | 100 m Schmetterling B2         |
| Gold                 | New York 1984        | 100 m Freistil B2              |
| Gold                 | New York 1984        | 200 m Lagen B2                 |
| Gold                 | New York 1984        | 400 m Lagen B2                 |
| Gold                 | New York 1984        | unbekannt                      |
| Gold                 | New York 1984        | unbekannt                      |
| Gold                 | New York 1984        | unbekannt                      |
| Gold                 | New York 1984        | unbekannt                      |
| Gold                 | New York 1984        | unbekannt                      |
| Gold                 | Seoul 1988           | 100 m Rücken B2                |
| Gold                 | Seoul 1988           | 50 m Brust B2                  |
| Gold                 | Seoul 1988           | 100 m Brust B2                 |
| Gold                 | Seoul 1988           | 200 m Brust B2                 |
| Gold                 | Seoul 1988           | 100 m Schmetterling B2         |
| Gold                 | Seoul 1988           | 50 m Freistil B2               |
| Gold                 | Seoul 1988           | 100 m Freistil B2              |
| Gold                 | Seoul 1988           | 400 m Freistil B2              |
| Gold                 | Seoul 1988           | 200 m Lagen B2                 |
| Gold                 | Seoul 1988           | 400 m Lagen B2                 |

| Gold   | Seoul 1988     | 4 × 100 m Freistil B (Staffel)    |
| Gold   | Seoul 1988     | 4 × 100 m Lagen B (Staffel)       |
| Gold   | Barcelona 1992 | 100 m Rücken B2                   |
| Gold   | Barcelona 1992 | 200 m Rücken B1–2                 |
| Gold   | Barcelona 1992 | 100 m Brust B1–2                  |
| Gold   | Barcelona 1992 | 200 m Brust B1–3                  |
| Gold   | Barcelona 1992 | 50 m Freistil B2                  |
| Gold   | Barcelona 1992 | 100 m Freistil B2                 |
| Gold   | Barcelona 1992 | 200 m Lagen B2                    |
| Gold   | Barcelona 1992 | 400 m Lagen B1–3                  |
| Gold   | Barcelona 1992 | 4 × 100 m Freistil B1–3 (Staffel) |
| Gold   | Barcelona 1992 | 4 × 100 m Lagen B1–3 (Staffel)    |
| Silber | Barcelona 1992 | 100 m Schmetterling B2–3          |
| Silber | Barcelona 1992 | 400 m Freistil B2–3               |
| Gold   | Atlanta 1996   | 100 m Rücken B2                   |
| Gold   | Atlanta 1996   | 200 m Lagen B2                    |
| Silber | Atlanta 1996   | 50 m Freistil B2                  |
| Silber | Atlanta 1996   | 400 m Freistil B2                 |
| Silber | Atlanta 1996   | 4 × 100 m Lagen B1–3 (Staffel)    |
| Bronze | Atlanta 1996   | 100 m Brust B2                    |
| Bronze | Atlanta 1996   | 100 m Freistil B2                 |
| Bronze | Atlanta 1996   | 4 × 100 m Freistil B1–3 (Staffel) |
| Silber | 2000 Sydney    | 100 m Rücken S12                  |
| Silber | 2000 Sydney    | 100 m Brust SB12                  |
| Silber | 2000 Sydney    | 100 m Schmetterling S12           |
| Silber | 2000 Sydney    | 200 m Lagen SM12                  |
| Bronze | 2000 Sydney    | 50 m Freistil S12                 |
| Bronze | 2004 Athen     | 100 m Rücken S12                  |

### Leben neben dem Schwimmsport
Zorn-Hudson studierte an der Indiana University Bloomington und der University of Nebraska-Lincoln und ist ausgebildete Rechtsanwältin und Lehrerin. Sie ist verheiratet und hat zwei Stiefkinder. Durch eine Irisimplantation im Jahr 2010 stieg ihr Sehvermögen von 20/1000 auf 20/150.

## Ehrungen und Auszeichnungen

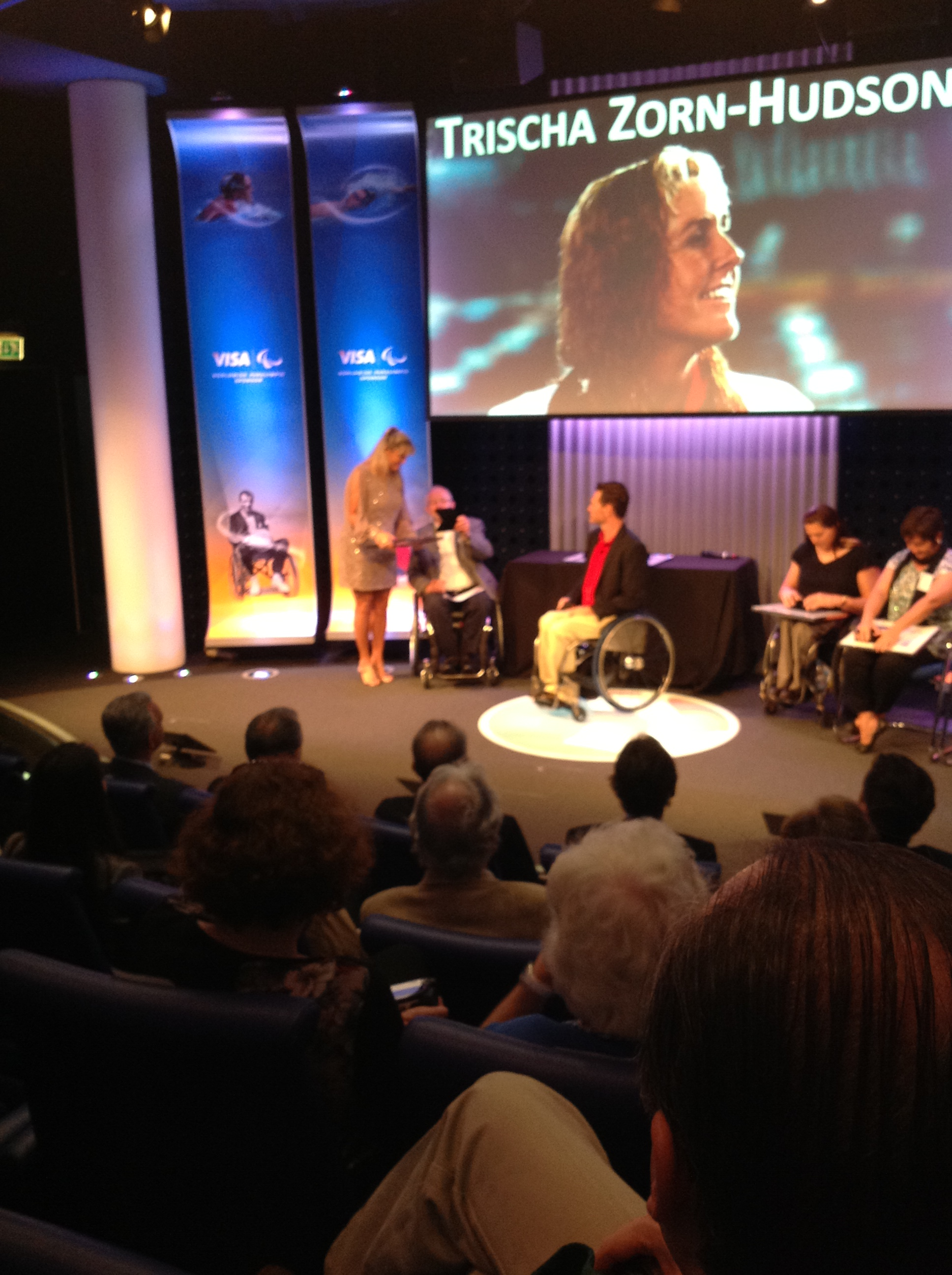
Trischa Zorn-Hudon bei der Aufnahme in die Paralympic Hall of Fame (2012)

- 1988: Kandidatin bei der Wahl zur Sports Illustrated Sportswoman of the Year[3]
- 2000: Stiftung des seither jährlich vergebenen Trischa L. Zorn Awards[4]
- 2008: erste sehbehinderte Sportlerin mit NCAA Division I scholarship[5]
- 2012: Aufnahme in die Paralympic Hall of Fame[6]
- 2023: Aufnahme in die International Swimming Hall of Fame[7]